# Stefan Landberg
Stefan Landberg (Hultsfred, 5 mei 1970) is een voormalig Zweeds voetballer die speelde als middenvelder, maar ook als verdediger uit de voeten kon.

## Clubcarrière
Landberg beëindigde zijn carrière in 2000 bij de Zweedse eersteklasser IFK Göteborg. Eerder speelde hij onder andere voor Kalmar FF en Östers IF.

## Interlandcarrière
Landberg speelde in de periode 1992-1997 in totaal zeventien officiële wedstrijden (één goal) voor de Zweedse nationale ploeg. Onder leiding van bondscoach Tommy Svensson maakte hij zijn debuut op 11 november 1992 in de WK-kwalificatiewedstrijd tegen Israël (1-3). Hij viel in dat duel na 87 minuten in voor aanvaller Tomas Brolin. Zijn eerste en enige interlandtreffer maakte hij in de return van dat duel, gespeeld op 2 juni 1993, dat eindigde in een 5-1 zege voor Zweden.
Landberg vertegenwoordigde zijn vaderland bij de Olympische Spelen van 1992 in Barcelona, waar de ploeg onder leiding van bondscoach Nisse Andersson in de kwartfinales uitgeschakeld werd door Australië (1-2).

## Erelijst
Kalmar FF
- Zweedse beker

1987
 IFK Göteborg
- Zweeds landskampioen

1995, 1996